# Ministri degli affari esteri di Malta

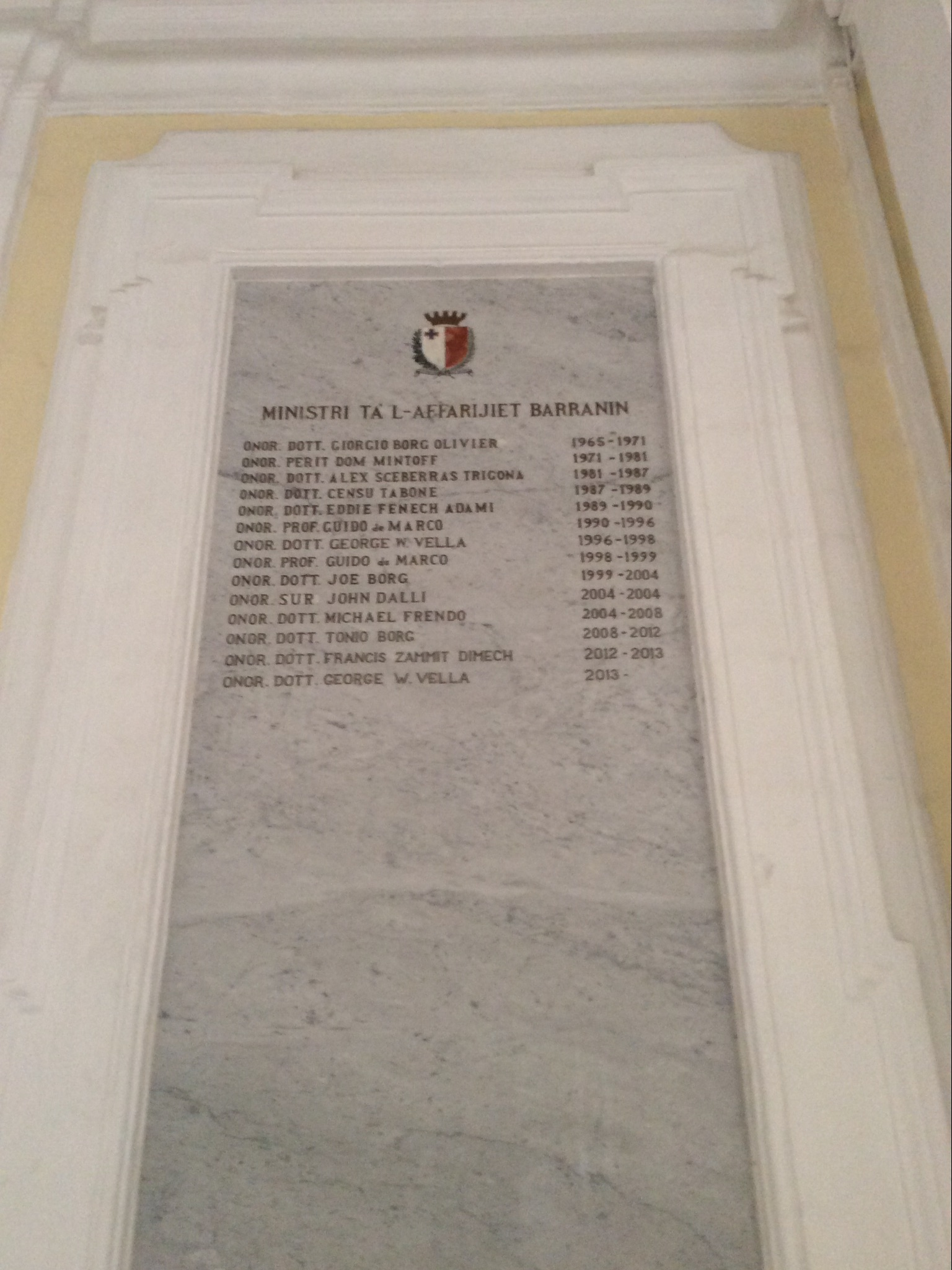
Lista dei ministri degli esteri di Malta a Palazzo Parisio

I ministri degli affari esteri di Malta dal 1965 ad oggi sono i seguenti.

## Elenco
| Ministro                                 | Ministro          | Ministro                        | Partito              | Governo          | Mandato           | Mandato           |
| Ministro                                 | Ministro          | Ministro                        | Partito              | Governo          | Inizio            | Fine              |
| ---------------------------------------- | ----------------- | ------------------------------- | -------------------- | ---------------- | ----------------- | ----------------- |
| Affari esteri                            |                   |                                 |                      |                  |                   |                   |
|                                          |                   | George Borġ Olivier (1911-1980) | Partito Nazionalista | Olivier IV       | 21 settembre 1964 | 7 aprile 1966     |
| Olivier V                                | 7 aprile 1966     | George Borġ Olivier (1911-1980) | Partito Nazionalista | 21 giugno 1971   |                   |                   |
|                                          |                   | Dom Mintoff (1916-2012)         | Partito Laburista    | Mintoff II       | 21 giugno 1971    | 25 settembre 1976 |
| Mintoff III                              | 25 settembre 1976 | Dom Mintoff (1916-2012)         | Partito Laburista    | 20 dicembre 1981 |                   |                   |
|                                          |                   | Alex Sceberras Trigona (1950)   | Partito Laburista    | Mintoff IV       | 20 dicembre 1981  | 3 settembre 1983  |
| Mintoff V                                | 3 settembre 1983  | Alex Sceberras Trigona (1950)   | Partito Laburista    | 22 dicembre 1984 |                   |                   |
| Bonnici                                  | 22 dicembre 1984  | Alex Sceberras Trigona (1950)   | Partito Laburista    | 12 maggio 1987   |                   |                   |
|                                          |                   | Ċensu Tabone (1913-2012)        | Partito Nazionalista | Adami I          | 12 maggio 1987    | 16 marzo 1989     |
|                                          |                   | Eddie Fenech Adami (1934)       | Partito Nazionalista | Adami I          | 16 marzo 1989     | 3 maggio 1990     |
|                                          |                   | Guido de Marco (1931-2010)      | Partito Nazionalista | Adami II         | 3 maggio 1990     | 27 febbraio 1992  |
| Adami III                                | 27 febbraio 1992  | Guido de Marco (1931-2010)      | Partito Nazionalista | 28 ottobre 1996  |                   |                   |
|                                          |                   | George William Vella (1942)     | Partito Laburista    | Sant             | 28 ottobre 1996   | 6 settembre 1998  |
|                                          |                   | Guido de Marco (1931-2010)      | Partito Nazionalista | Adami IV         | 6 settembre 1998  | 24 marzo 1999     |
|                                          |                   | Joe Borg (1952)                 | Partito Nazionalista | Adami IV         | 24 marzo 1999     | 15 aprile 2003    |
| Adami V                                  | 15 aprile 2003    | Joe Borg (1952)                 | Partito Nazionalista | 23 marzo 2004    |                   |                   |
|                                          |                   | John Dalli (1948)               | Partito Nazionalista | Gonzi I          | 23 marzo 2004     | 3 luglio 2004     |
|                                          |                   | Michael Frendo (1955)           | Partito Nazionalista | Gonzi I          | 3 luglio 2004     | 12 marzo 2008     |
|                                          |                   | Tonio Borg (1957)               | Partito Nazionalista | Gonzi II         | 12 marzo 2008     | 28 novembre 2012  |
|                                          |                   | Francis Zammit Dimech (1954)    | Partito Nazionalista | Gonzi II         | 28 novembre 2012  | 13 marzo 2013     |
|                                          |                   | George William Vella (1942)     | Partito Laburista    | Muscat I         | 13 marzo 2013     | 2 aprile 2014     |
| Muscat II                                | 2 aprile 2014     | George William Vella (1942)     | Partito Laburista    | 9 giugno 2017    |                   |                   |
| Affari esteri e promozione del commercio |                   |                                 |                      |                  |                   |                   |
|                                          |                   | Carmelo Abela (1972)            | Partito Laburista    | Muscat III       | 9 giugno 2017     | 15 gennaio 2020   |
| Affari esteri ed europei                 |                   |                                 |                      |                  |                   |                   |
|                                          |                   | Evarist Bartolo (1952)          | Partito Laburista    | Abela I          | 15 gennaio 2020   | 30 marzo 2022     |
| Affari esteri ed europei e commercio     |                   |                                 |                      |                  |                   |                   |
|                                          |                   | Ian Borg (1986)                 | Partito Laburista    | Abela II         | 30 marzo 2022     | in carica         |

### Esplicative
1. ↑  Ricopre anche le cariche di Primo ministro, di Ministro della pianificazione economica fino al 21 giugno 1971 e, dalla medesima data, di Ministro degli affari del Commonwealth.
2. ↑  Ricopre anche le cariche di Primo ministro e di Ministro degli affari del Commonwealth.
3. ↑  Ricopre anche la carica di Ministro della cultura.
4. ↑  Ricopre anche la carica di Primo ministro.
5. ↑  Ricopre anche la carica di Ministro della giustizia fino al 27 febbraio 1992.
6. ↑  Ricopre anche la carica di Ministro dell'ambiente.
7. ↑  Ricopre anche la carica di Vice Primo ministro.
8. ↑  Ricopre anche la carica di Vice Primo ministro dal 17 settembre 2024.